# Guarda Nacional (Nicarágua)
Guarda Nacional (em castelhano:  Guardia Nacional, também conhecida como la Guardia) foi uma força armada da Nicarágua que existiu entre 1925 e 1979, servindo tanto como exército e gendarmerie e força policial do país.
Criada com a assistência direta dos Estados Unidos durante o período da ocupação estadunidense da Nicarágua, a Guarda Nacional da Nicarágua foi o instrumento de poder da ditadura estabelecida no país por Anastasio Somoza García e seus sucessores, tornando-se notória por violações dos direitos humanos e pela corrupção que caracterizou o regime da Família Somoza. A Guarda foi finalmente desmantelada com a deposição de Anastasio Somoza Debayle após o triunfo da Revolução Sandinista.